# Hendzsó
Hendzsó (japánul: 遍昭, Hepburn-átírással: Henjō) (írói név, eredeti név: Josimine no Muneszada, szerzetesi név: Szódzsó Hendzsó, Kazan Szódzsó) (?, 816 – Kiotó, 890) japán költő.
A klasszikus japán költészet „hat költőgéniuszának” egyike (rokkaszen, ide tartozik még Arivara no Narihira, Komacsi és Ótomo no Kuronusi), Kammu császár unokája és tanítványa. Különféle magas udvari tisztségeket viselt (Ninmjó császár alatt például a Kamarási Iroda vezető titkára vagyis kuródo no tó volt), több tartományt is kormányzott, 855-ig a főminiszteri posztot töltötte be. Ebben az évben vált meg hivatalától, vagyonát szétosztotta és vándorszerzetesnek állt. Utóbb a tendai szekta vezetőjeként a kiotói Gankei-dzsi buddhista templom alapítója, egyben első főpapja. Állítólag szerelmi viszony fűzte Komacsihoz. Költeményei derűs bölcsességet sugároznak, a meditáló szemlélődést dicsérik. Versei a Kokinsú, a Goszensú és a Súisú című antológiákban maradtak fenn, összegyűjtött munkáit (36 vers) Hendzsó sú-nak nevezik.
A Gendzsi szerelmei-ben több közszájon forgó vakájára utalnak, köztük erre is:
Beroskadt ház, öreg a lakója. 

Kert és kerítés őszi fenyér már.